# آيت امحمد (تيداس)
آيت امحمد هي إحدى مشيخات المملكة المغربية، تتبع جغرافيا لإقليم الخميسات وإداريًا لتيداس. يقدر عدد سكانها بـ 11447 نسمة حسب الإحصاء الرسمي للسكان والسكنى لسنة 2004.